# 罗特河谷-因县
罗特河谷-因县（Landkreis Rottal-Inn）是德国巴伐利亚州的一个县，得名于罗特河谷和因河，隶属于下巴伐利亚行政区，首府普法尔基兴。

## 華語譯名
由於兩岸對於德國行政區「Landkreis」翻譯的不同，台灣稱為「羅特河谷-因郡」；中國大陸稱為「罗特河谷-因县」。

## 地理
罗特河谷-因县东面与帕绍县，南面与奥地利的上奥地利州，西南面与旧厄廷县和因河畔米尔多夫县，西面与兰茨胡特县，北面与丁戈尔芬-兰道县和代根多夫县相邻。